# S3 Trio
S3 Trio — линейка популярных видеокарт для персональных компьютеров, разработанная в 1995 году и построенная на полностью интегрированных графических ускорителях в виде ASIC, включавшей в себя графическое ядро, RAMDAC и тактовый генератор. За счет интеграции произошло удешевление и упрощение производства, что сказалось на итоговой низкой стоимости видеокарт.

## История
Серия Trio начала разрабатываться на базе технологий, использовавшихся в 864 серии. Основной целью разработки для S3 Graphics являлось создание как можно более дешёвого видеочипа для новой линейки видеокарт. Поставленной задачи удалось добиться благодаря размещению на одной микросхеме ASIC сразу трёх ключевых элементов видеоадаптера: графического ядра, цифро-аналогового преобразователя (с собственным небольшим оперативно-запоминающим устройством) и тактового генератора.
Серия Trio получила широкое распространение за счет низкой цены и удачной реализации 2D-ускорения. Несмотря на выход преемника серии Trio серии Savage, унаследовавшей все использованные в Trio-видеочипах технологии, видеокарты серии Trio благодаря низкой стоимости продолжали успешно продаваться.
Конец эпохи Trio настал при успешном осуществлении компанией Intel интеграции инструкций для обработки графики в свой чипсет Intel 810 (кодовое имя Whitney). Создание недорогих сопроцессоров, устанавливаемых на материнской плате заводским способом и обеспечивающих относительно качественную отрисовку как 2D, так и 3D графики, привели к отсутствию необходимости у конечных пользователей приобретать низкобюджетные видеокарты, с примерно одинаковой производительностью для каждого персонального компьютера.

## Продукты линейки
- Trio64 (86C764)
- Trio64V+ (86C765)
- Trio64UV+ (86C767)
- Trio64V2/DX (86C775)
- Trio64V2/GX (86C785)
- Trio32 (86C732)
- Trio3D (86C365/366)
- Trio3D/1x (86C360)
- Trio3D/2x (86C362/365/366/368)
- Aurora64V+ (86CM65)

### Trio64, Trio64V+
Интегрированные в чипсеты Trio64 и Trio64V+ графические ядра были созданы на основе ядер ранее выпускавшихся видеокарт 864 и 868 соответственно. Следствием этого стала поддержка видеоускорителем 64V+ (как и у 868) преобразования цветовой модели YUV в RGB и масштабирования с использованием линейной фильтрации. А технические решения и инструкции для отрисовки 2D графики, примененные в Trio64 и Trio64V+, были использованы в графическом ядре следующей линейки видеокарт ViRGE.
Графические ядра Trio64 и Trio64V+ поддерживали два типа памяти, работая с 64-битной шиной памяти на тактовой частоте 50 МГц: FPM RAM и EDO RAM (объём различался числом установленных SOJ в пределах 1-2 МБ) и генерировали выходной сигнал в четырёх форматах видеоизображения: VGA (640x480), SVGA (800x600), XGA (1024x768) и SXGA (1280x1024). Так же производителем обеспечивалась поддержка API Direct3D.
В версии Trio64UV+ была реализована возможность использования расширенной памяти за счет предоставления доступа к верхней зарезервированной области оперативной памяти (UMA).
S3 Graphics выпускала драйверы для поддержки Trio64 и Trio64V+ на шести ОС: IBM OS/2 Warp, Microsoft DOS, Microsoft Windows 3.1, Microsoft Windows 95, Microsoft Windows 98 и Microsoft Windows NT 4.0.

### Trio32

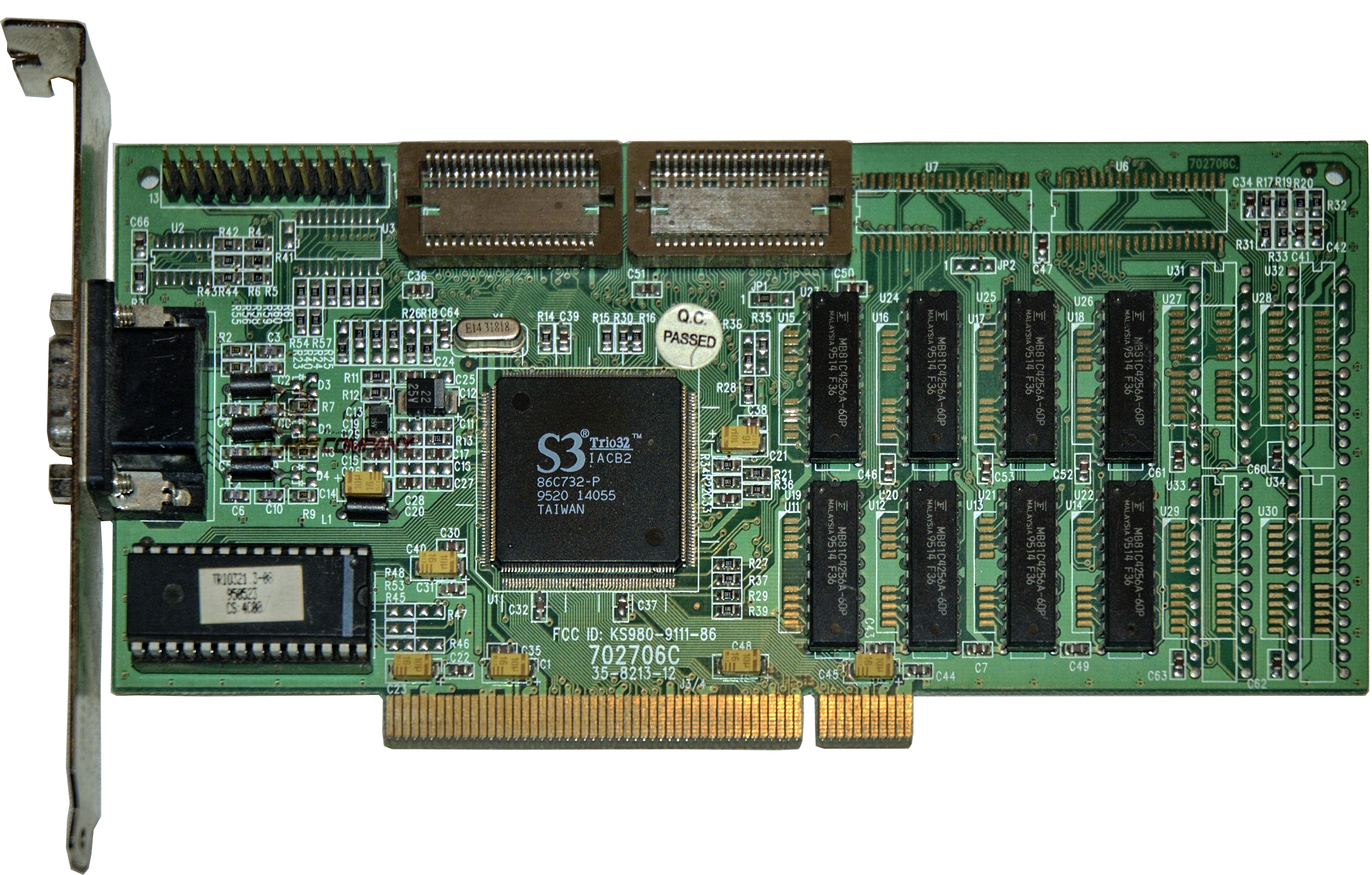
S3 Trio32

Чипсет Trio32 был аналогичен Trio64, но ширина шины видеопамяти (FPM RAM или EDO RAM объёмом 1 МБ, которые можно было расширить до 2 МБ при помощи SOJ) составляла 32 бита (против 64 бит у Trio64).
Видеокарта S3 Trio32 являлась бюджетной версией видеокарт S3 Trio64 и Trio64V+.

### Trio64V2

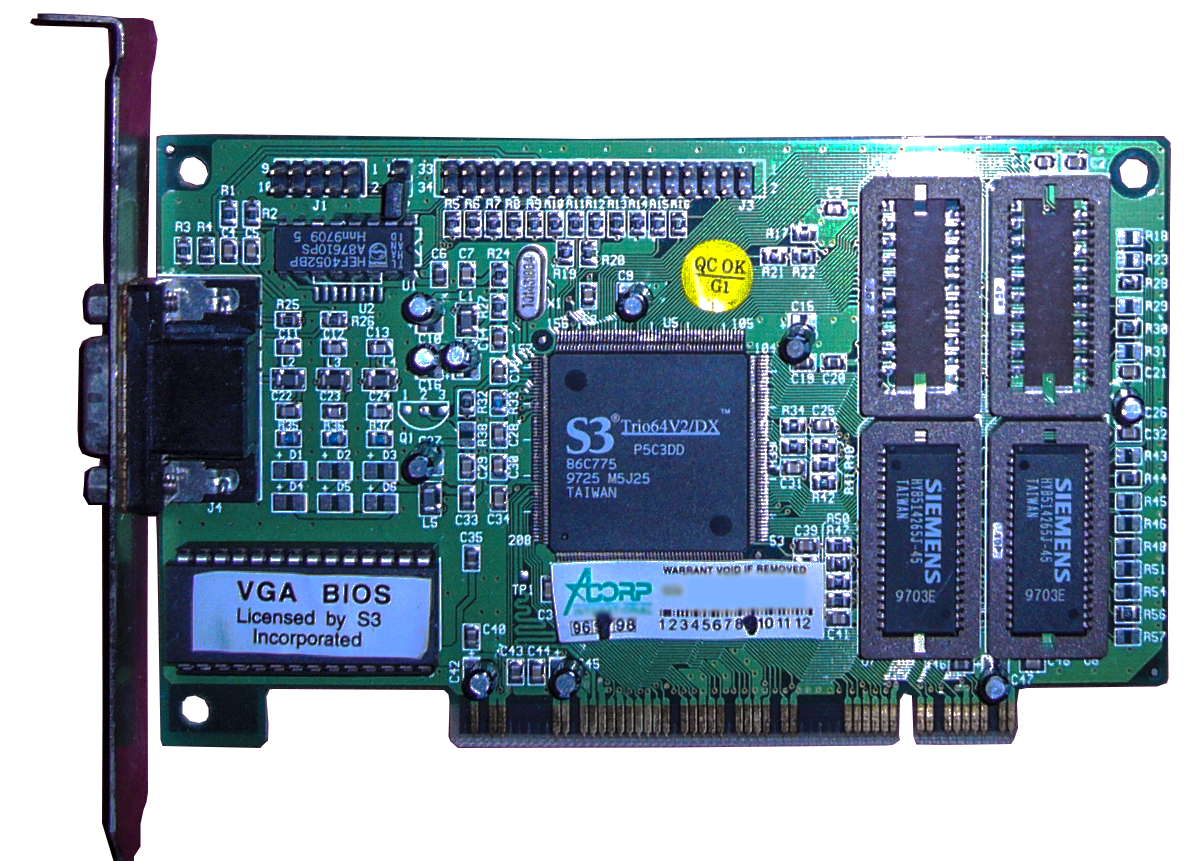
S3 Trio64V2/DX

Чипсет Trio64V2 был улучшенной версией Trio64V+, в которую была добавлена вертикальная билинейная фильтрация. В графическое ядро были заложены поддержка Indeo, Cinepak, VESA DPMS и DDC. Чипом поддерживалась работа с памятью FPM DRAM и EDO DRAM объёмом от 1 до 4 МБ (изменяемой при помощи SOJ). На рынок были выпущены модификации графического ядра Trio64V2/DX, поддерживающая работу с памятью стандарта SDRAM и Trio64V2/GX, поддерживающая работу с памятью стандарта SGRAM.
Технические решения и инструкции для отрисовки 2D графики в графическом ядре Trio64V2 были перенесены в линейку следующих чипсетов видеокарт S3 ViRGE (модификации ядра в Trio64V2/DX и Trio64V2/GX отразились в соответствующих модификациях ViRGE/DX и ViRGE/GX).
Благодаря улучшенному RAMDAC (170 МГц вместо 135 МГц у Trio64V+) чипсет Trio64V2 формировал выходное изображение в пяти форматах: VGA (640x480), SVGA (800x600), XGA (1024x768), SXGA (1280x1024) и UXGA (1600x1200). Глубина цвета варьировалась от 256 до 16,7 млн цветов и зависела от выбранного разрешения и объёма DRAM.

### Trio3D, Trio3D/2X

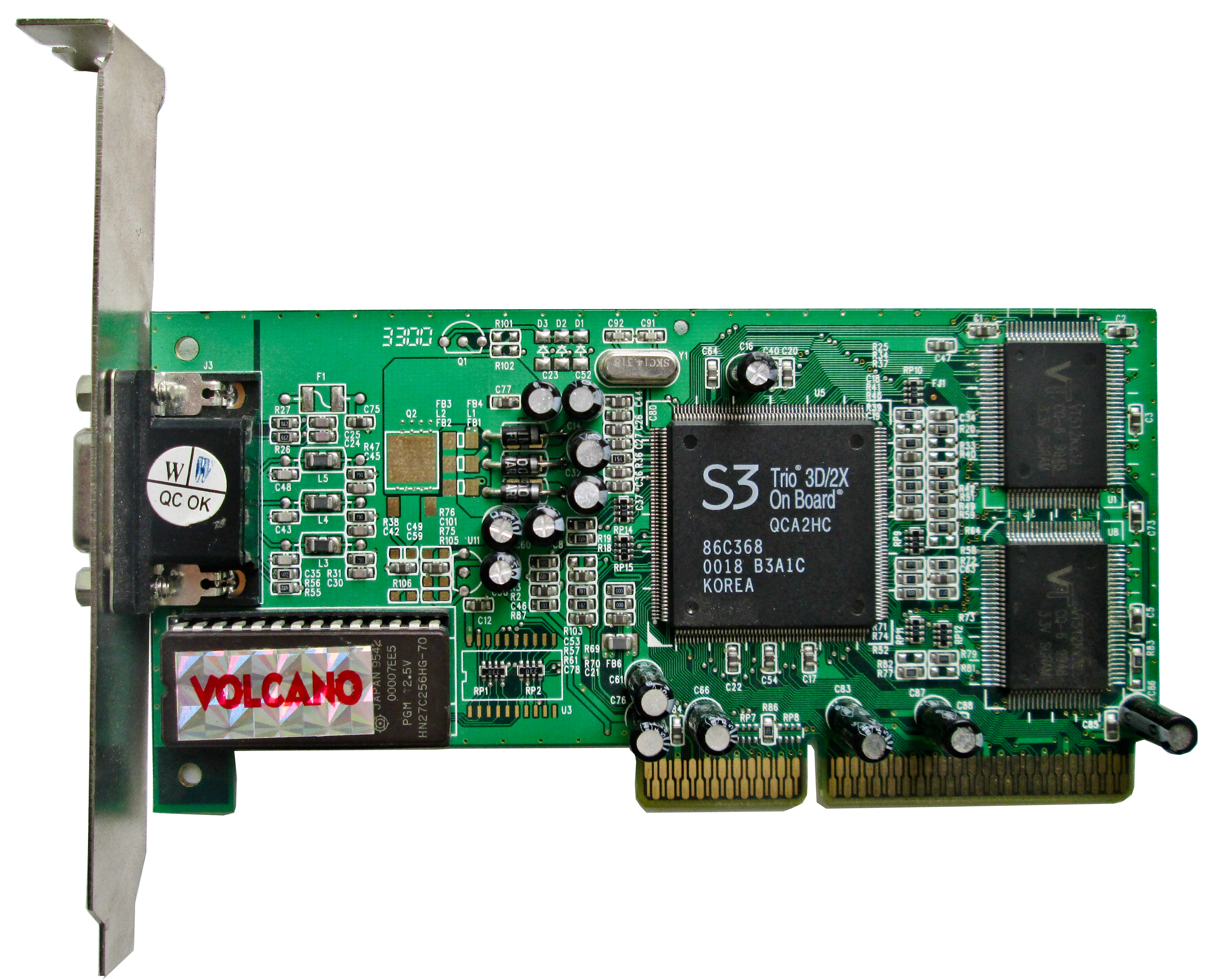
S3 Trio3D/2X

Чип Trio3D (86C360 и 86C362/365/366/368) явился развитием чипов S3 Trio 64V2 и S3 Virge, к функционалу которых были добавлены поддержка наложения текстур, закрашивание методом Гуро и ускорение 3D-графики. Для программистов была добавлена возможность работы с оверлеями.
S3 Trio3D функционировал через интерфейс AGP, S3 Triod3D/1x — AGP 1x, S3 Trio3D/2x — AGP 2x.

### Aurora64V+
Aurora64V+ — чипсет мобильной графики, построенный на базе чипсета Trio64V+, которому была добавлена поддержка работы одновременно с двумя дисплеями (мультидисплей). На рынок Aurora64V+ была выпущена 18 ноября 1999 года. S3 обеспечивала поддержку видеокарты на 6 ОС: Windows 98, Windows 98 SE, Windows ME, Windows 2000, Windows NT и Windows XP.

## Использование в виртуальных машинах
Широкая распространённость в своё время видеокарт серии Trio нашла отражение в виртуальных машинах Virtual PC от Microsoft и DOSBox, где применена эмуляции графических чипов Trio32 и Trio64.